# Meranoplus inermis
Meranoplus inermis är en myrart som beskrevs av Carlo Emery 1895. Meranoplus inermis ingår i släktet Meranoplus och familjen myror. Inga underarter finns listade i Catalogue of Life.